# (138175) 2000 EE104
(138175) 2000 EE104 est un astéroïde Apollon co-orbital de la Terre. Il a été découvert par le Catalina Sky Survey le 11 mars 2000.